# Eupododexia festiva
Eupododexia festiva là một loài ruồi trong họ Tachinidae.